# Jost Christian zu Stolberg-Roßla (1886–1916)

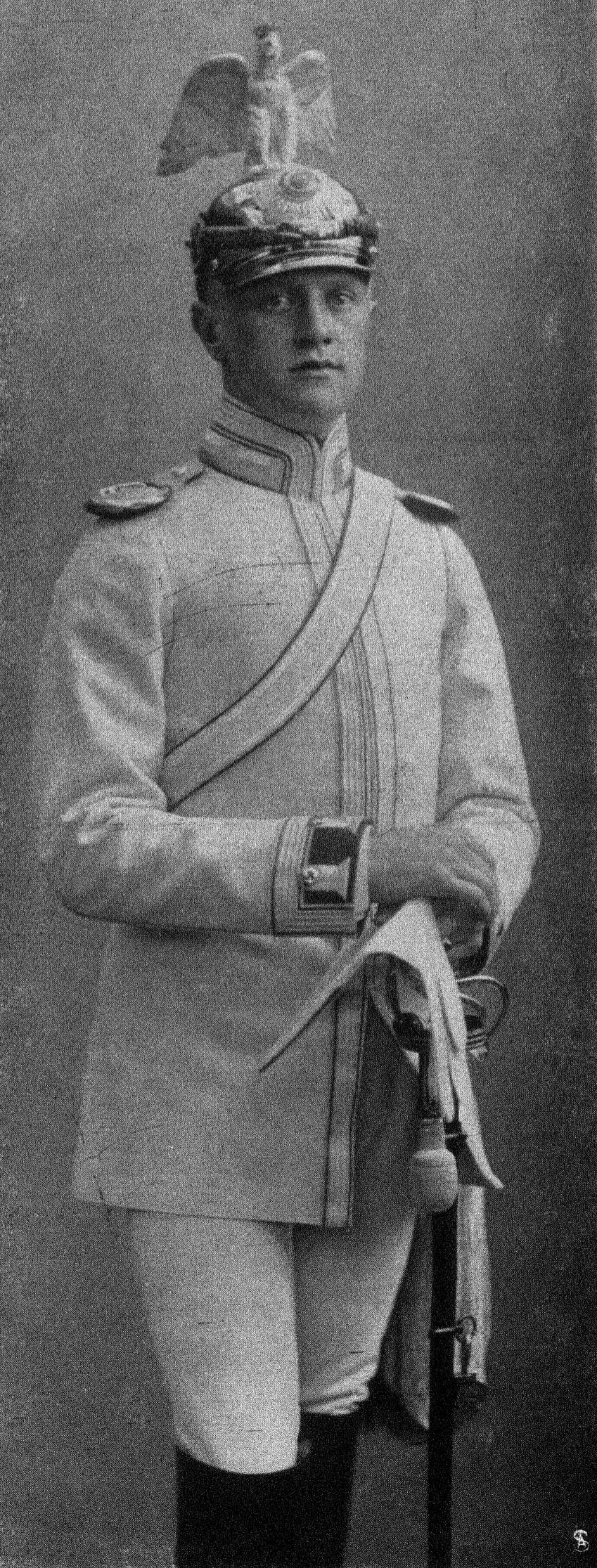
Jost Christian zu Stolberg, fotografiert von Ernst Sandau

Jost Christian Graf (seit 1893 Fürst) zu Stolberg-Roßla (* 28. Dezember 1886 in Roßla; † 1. Juli 1916 in Kriegslazarett, Kowel) war ein deutscher Standesherr.

## Leben

### Familie
Jost Christian zu Stolberg entstammte der vormals reichsunmittelbaren gräflichen Linie Stolberg-Roßla der Adelsfamilie Stolberg, die als Standesherren in Preußen verschiedene Vorrechte genossen. Die Familie hielt Besitzungen in der Grafschaft Stolberg-Roßla und in Ortenberg im Großherzogtum Hessen und demzufolge erbliche Sitze im preußischen Herrenhaus (1918) und in der Ersten Kammer der Landstände des Großherzogtums Hessen (1916–1918, nie förmlich eingetreten). Er war der Sohn des Fürsten Botho zu Stolberg-Roßla (1850–1893) und dessen zweiter Ehefrau Hedwig, geborene Prinzessin zu Isenburg und Büdingen in Büdingen (1863–1925). Seine Geschwister waren Marie (1880–1920), Bertha (1884–1884), Elisabeth (1885–1969), Christoph Martin (1888–1949), Johann August (1889–1920), Ernst Heinrich (1890–1946) und Mathilde (1894–1952).

### Werdegang
Jost Christian zu Stolberg war preußischer Rittmeister im 3. Garde-Ulanen-Regiment.
Als Standesherr war er in Preußen seit dem Anfall der Grafschaft Roßla 1826 erbliches Mitglied des sächsischen Provinziallandtags. Wegen der Herrschaft Ortenberg war er im Großherzogtum Hessen als Standesherr 1911 bis 1916 Mitglied der Ersten Kammer der Landstände des Großherzogtums Hessen.
Fürst Jost Christian zu Stolberg ist bei Kowel in der Ukraine gefallen.